# Zawidów (stacja kolejowa)
Zawidów – stacja kolejowa w Zawidowie, w województwie dolnośląskim, w Polsce. Stacja oddana do użytku w 1875 r.

## Historia
Powstanie stacji wiąże się z powstaniem linii do Zawidowa w latach 1873–1875. Dworzec kolejowy na stacji wybudowany został w latach 70. XIX wieku. Oprócz głównego budynku znajdowały się też inne zabudowania stacyjne oraz dwie lokomotywownie. W późniejszym okresie obok dworca powstał duży zakład przemysłowy produkujący cegłę i dachówkę oraz osiedle willowe. Dworzec tworzy typowe dla XIX w. skupisko zabudowy miejskiej. Już przed II wojną światową był to dworzec stacji granicznej.
Wiosną 2024 przewidywane jest uruchomienie pociągów do Liberca. Władze miasta postulują, by ich relację wydłużyć do Zgorzelca.

## Infrastruktura
Na stacji pierwotnie znajdowało się:
- budynek dworca z nastawnią i magazynem,
- 2 parowozownie,
- 2 perony,
- wieża wodna z żurawiem,
- 2 nastawnie wykonawcze,
- toaleta,
- zabudowania gospodarcze,
- rampa boczno-czołowa,
- plac ładunkowy,
- waga wagonowa,
- skrajnik.

## Galeria

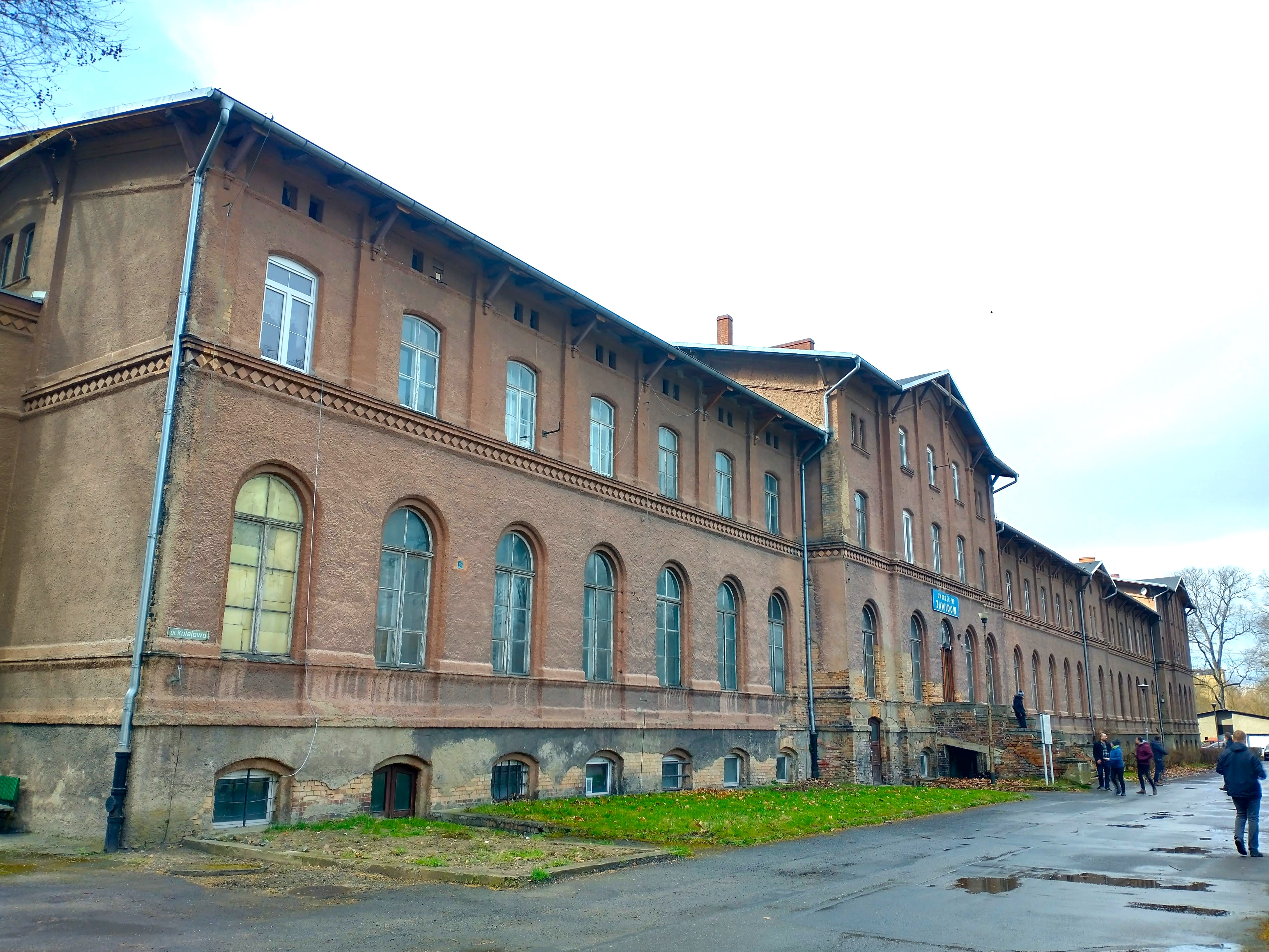
Widok od strony miasta
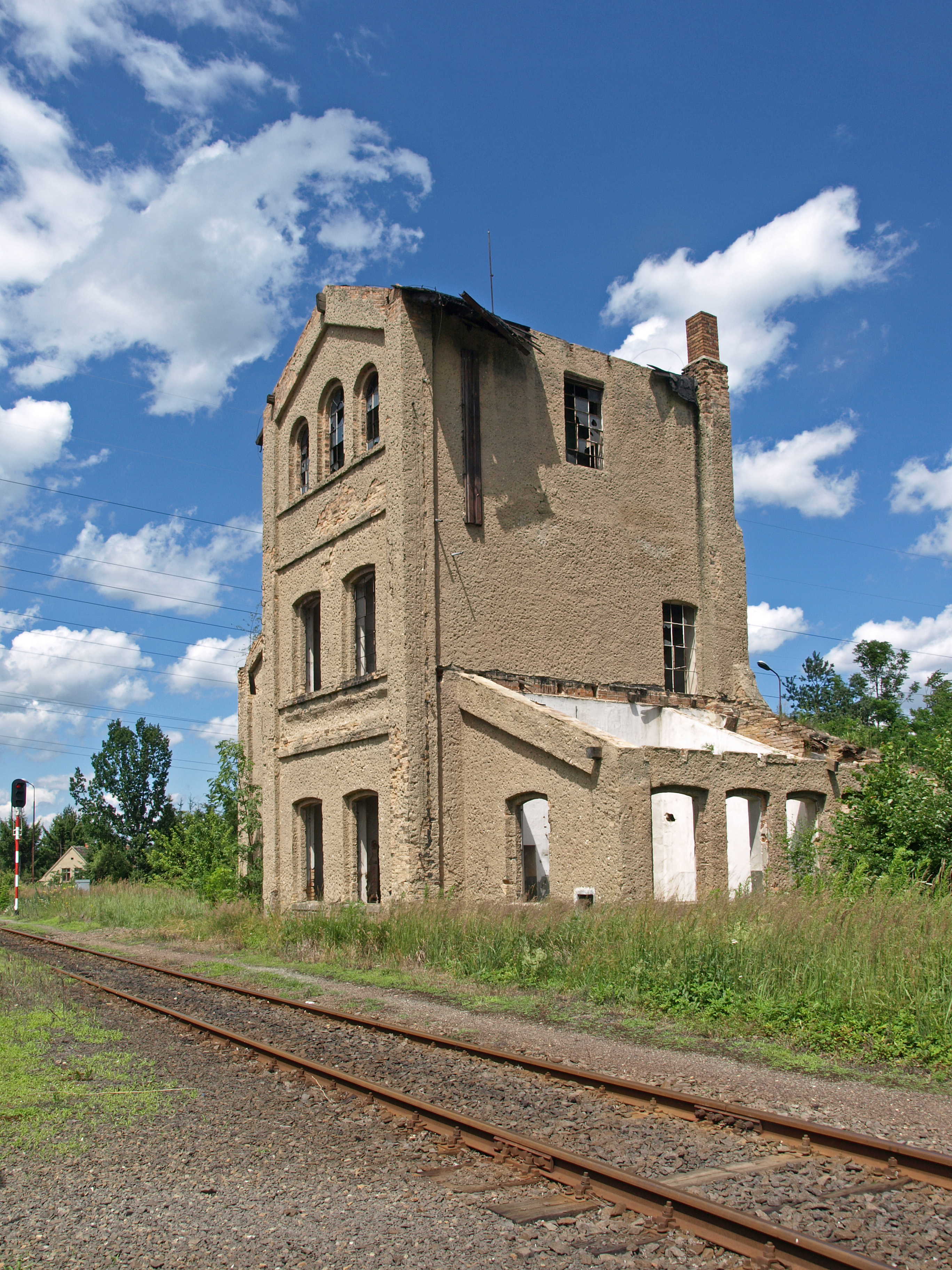
Wieża ciśnień
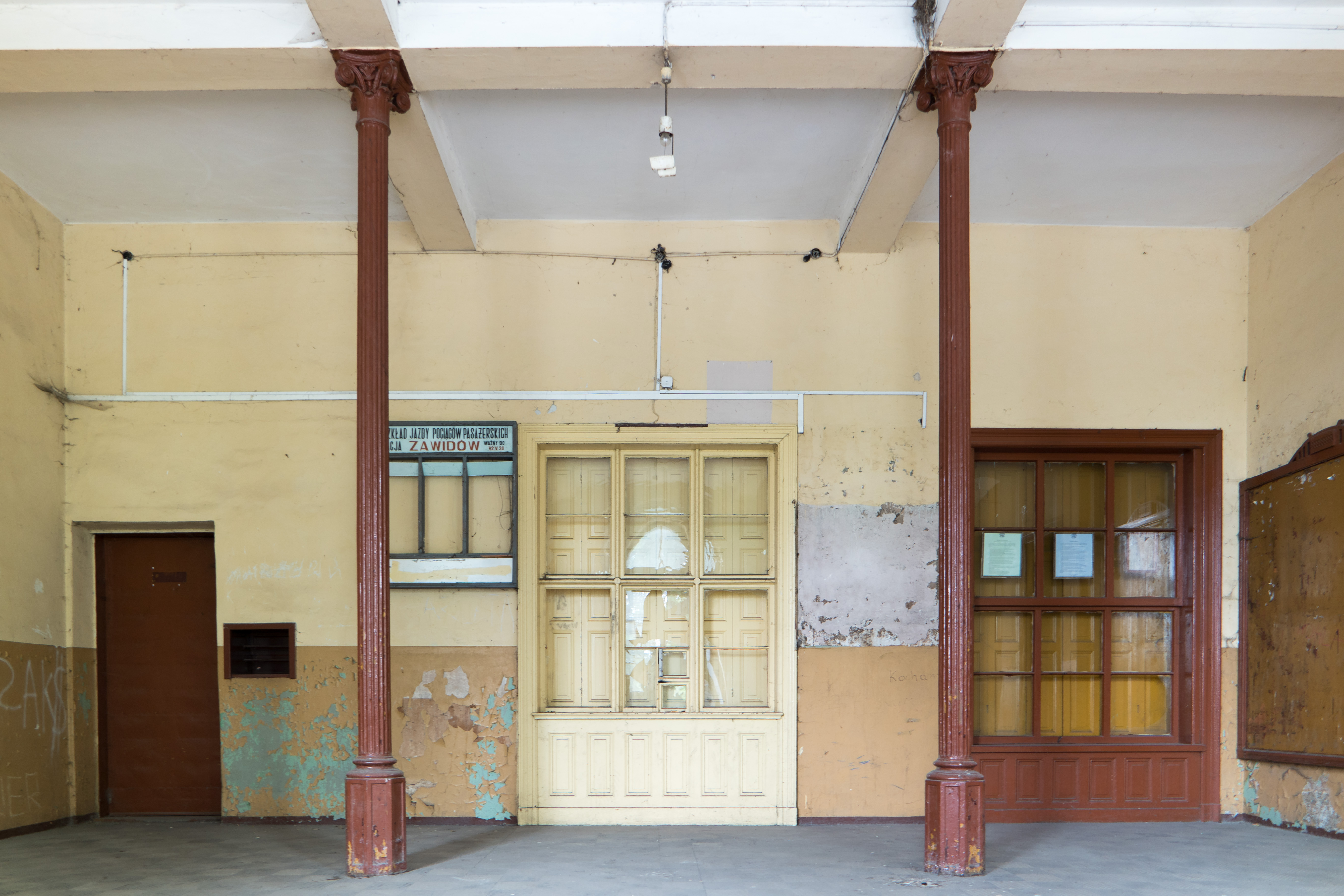
Wnętrze dworca